# Kirche des Hl. Großmärtyrers Prokopios (Visoko)

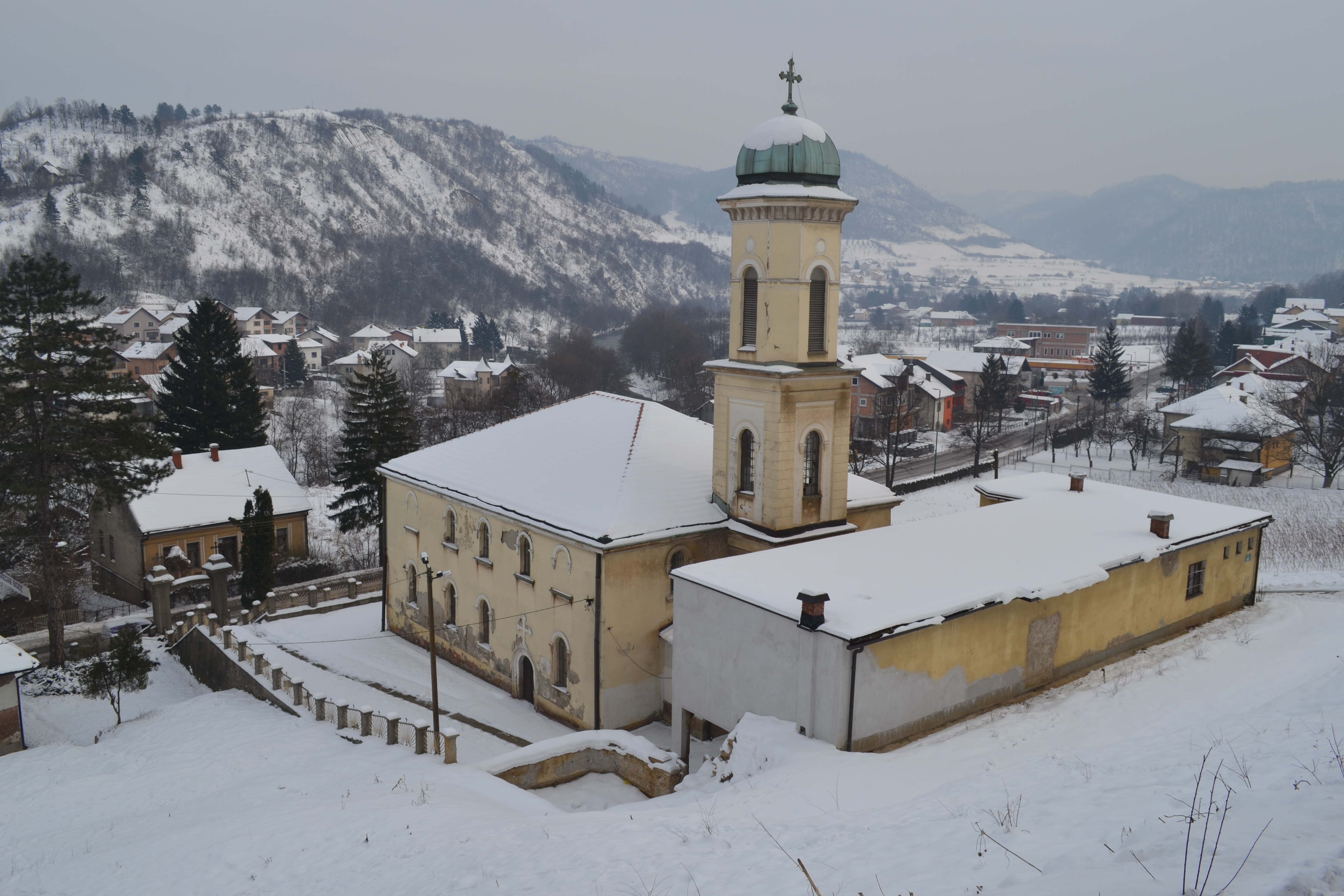
Ansicht der Kirche, vom Visočica-Hügel aus gesehen

Die Kirche des Hl. Großmärtyrers Prokopios ist eine serbisch-orthodoxe Kirche in Visoko, Bosnien und Herzegowina. Das einschiffige Kirchengebäude auf rechteckigem Grundriss aus dem Jahr 1853 liegt am Fuße des Visočica-Hügels, 2004 wurde die Kirche zu einem Nationalen Monument Bosnien und Herzegowinas erklärt. Zum Inventar der Kirche gehörte auch eine bedeutende Sammlung von Ikonen, welche aus Schutzgründen während des Bosnienkrieges ausgelagert wurde. Auch wenn die Ikonen nach dem Ende des Krieges wieder in die Kirche verbracht wurden, wurden sie zwischenzeitlich wegen des anhaltenden Vandalismus am Kirchengebäude abermals andernorts untergebracht.
Wiederholt wurde die Kirche Ziel ethnisch-religiös motivierter Angriffe, zuletzt im Jahr 2015.
2019 begannen Renovierungsarbeiten an dem Gebäude, welche sowohl von Privatpersonen aus Visoko wie auch von der Lokalregierung finanziert werden.

## Galerie

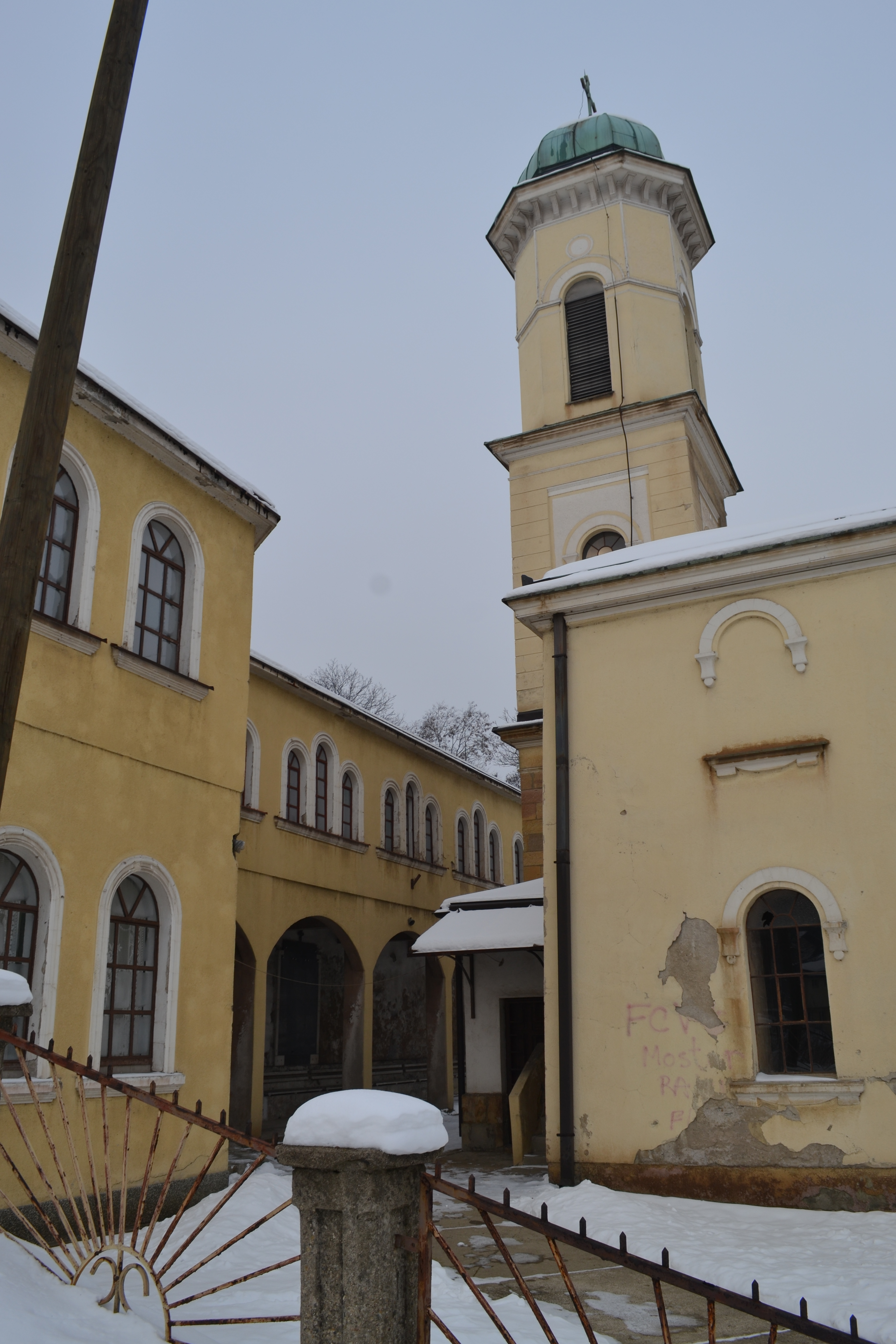
Blick in den Kirchhof von Süden
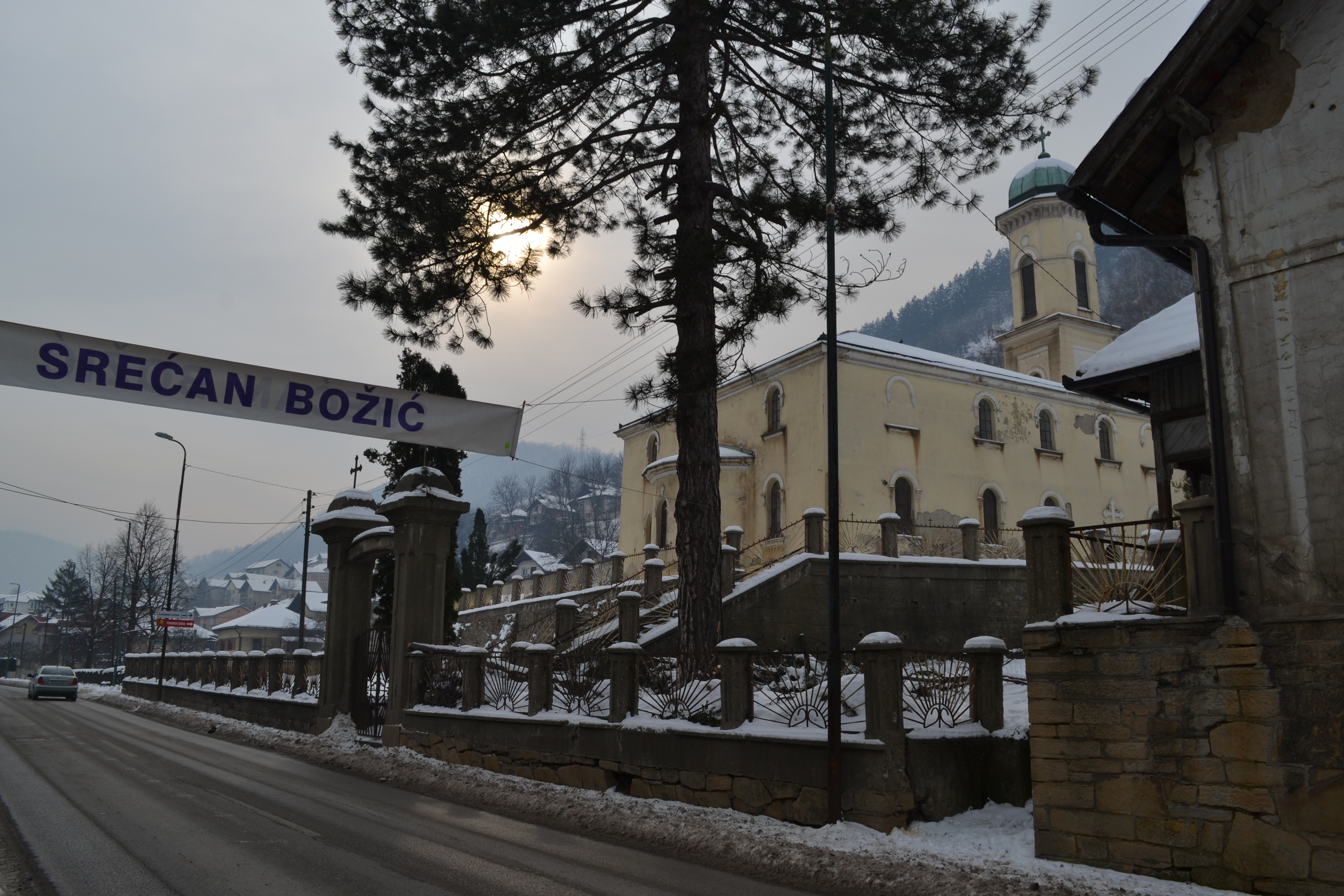
Blick von Nordosten
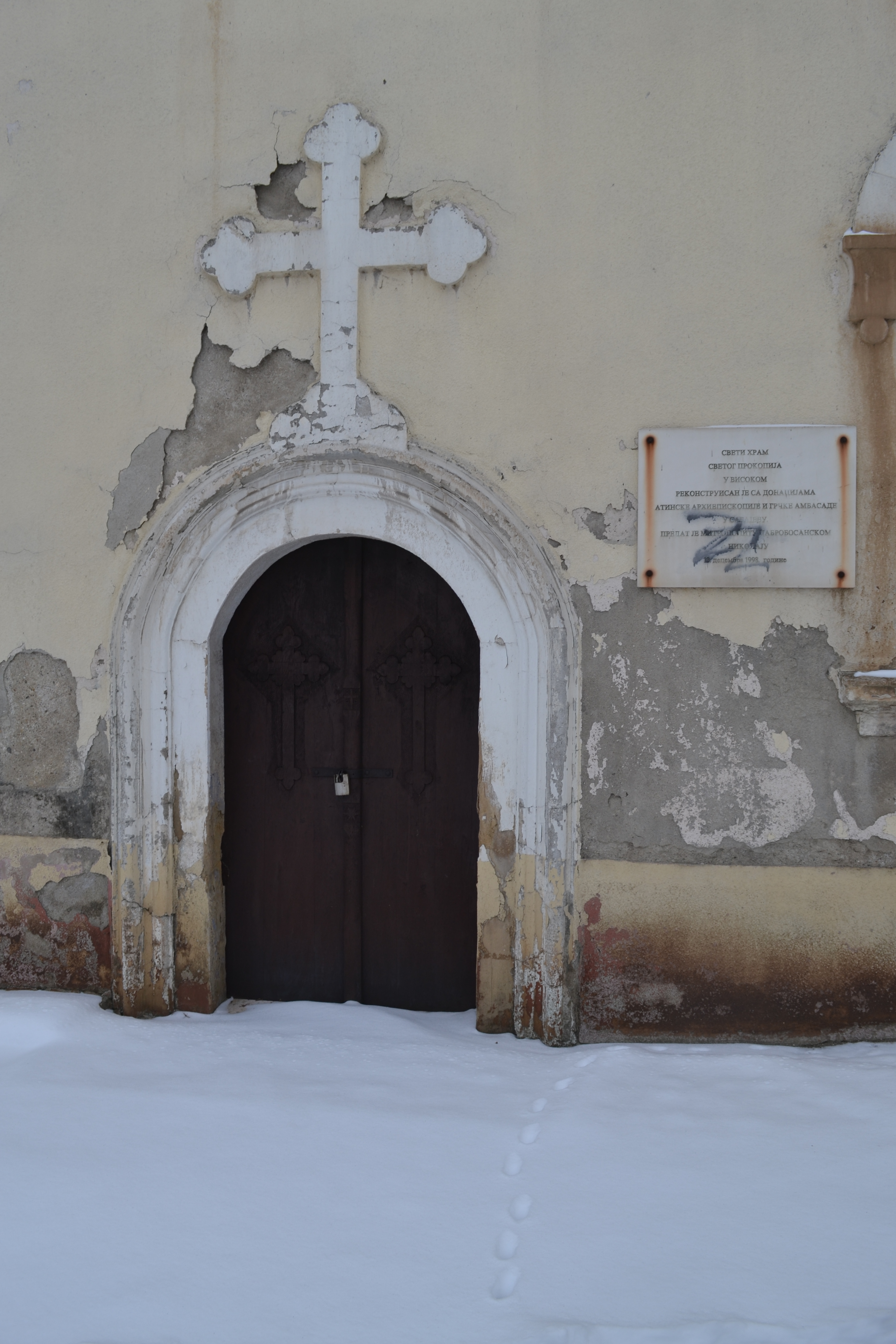
Nordeingang mit Gedenktafel anlässlich der Erneuerungsarbeiten 1998
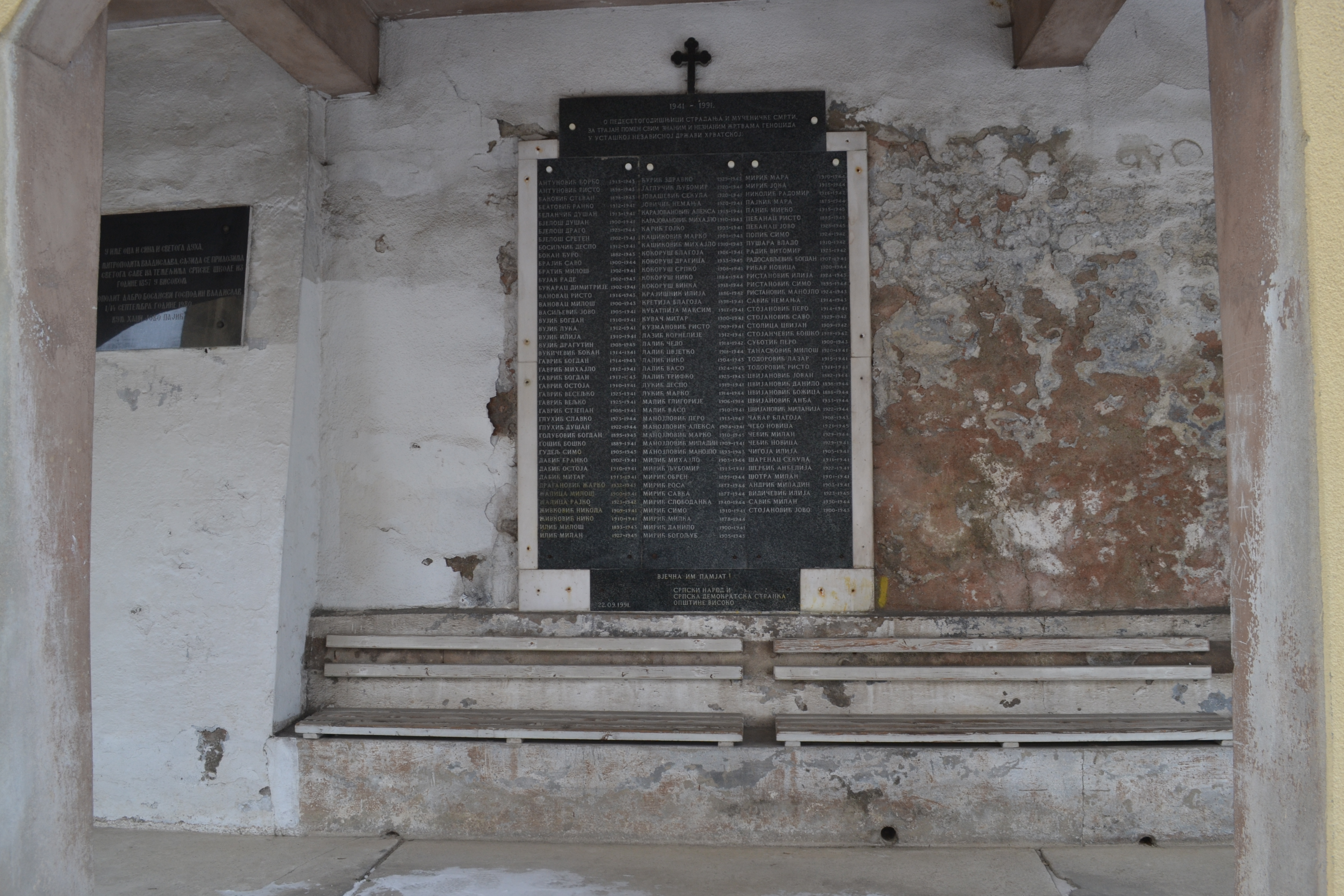
Gefallenendenkmal im Kirchhof